# Kleinhegesdorf
Kleinhegesdorf è una frazione (Ortsteil) del comune di Apelern, nel land della Bassa Sassonia, in Germania.

## Storia
Già comune autonomo nel circondario della contea di Schaumburg, fu soppresso e incorporato a Apelern il 1º marzo 1974.